# Grotte di Frasassi
Jaskinie Frasassi (wł. Grotte di Frasassi) – system jaskiń krasowych znajdujących się we włoskim parku narodowym w Marche (Parco Naturale della Gola della Rossa e di Frasassi) w pobliżu Gengi. 
Jaskinie te udostępnione są zwiedzającym. Wyposażone są w oświetlone chodniki. Chociaż działalność speleologów w tym rejonie datuje się już od roku 1948, za przełomowe uznano odkrycie tzw. Abisso Ancona (wł. Otchłań Ankony) we wrześniu 1971. W długim labiryncie jaskiń, z których największa ma wymiary 180 na 120 m przy wysokości 200 m, znajdują się różne spektakularne formy nacieków jaskiniowych (stalaktyty, stalagmity, stalagnaty, draperie naciekowe, makarony, misy martwicowe, itp.). W jaskiniach żyje typowa fauna podziemnych jaskiń krasowych (nietoperze, bezpłucnikowate z rodzaju Speleomantes). Szczególnym mieszkańcem Jaskiń Frasassi jest Niphargus, niewielki skorupiak zasiedlający nieduże podziemne zbiorniki wodne.

## Komnata Świec
Komnata Świec (wł. La Sala delle Candeline) – jedna z jaskiń wchodzących w skład jaskiń Frasassi.
Nazwa ta pochodzi od alabastrowobiałych stalagmitów, które wyrastają z dna i ze sklepienia jaskini niczym świece i przyrastających w małych skalnych zagłębieniach przypominających podstawki. Podobnie jak wszystkie Jaskinie Frasassi, Komnata Świec została wydrążona przez wodę deszczową, wypłukującą wapienną skałę.